# Phare de Burnham-on-Sea Low
Le phare de Burnham-on-Sea Low est l'un des trois phares de Burnham-on-Sea dans le comté de Somerset en Angleterre. Désaffecté entre 1969 et 1996, il a été réactivé et reste le seul en activité. Il est géré par le Sedgemoor District Council.
Il est maintenant protégé en tant que monument classé du Royaume-Uni de Grade II depuis mai 1985.

## Histoire
Burnham-on-Sea se distingue par sa plage et ses vasières, caractéristique de la Bridgwater Bay (en), site d'intérêt scientifique particulier, et du reste du canal de Bristol où la marée peut reculer jusqu'à 1,5 milles (2,4 km). Burnham est proche de l'estuaire de la rivière Parrett qui s'écoule dans le canal de Bristol, et possède la deuxième plage où le marnage est le plus élevé du monde, avec une amplitude de 15 mètres. La première est la baie de Fundy dans l'est du Canada. Les sables, en constante évolution, ont toujours été un risque important pour la navigation dans la région.
La tourelle de bois de 11 mètres de haut a été conçue et construite par Joseph Nelson, pour Trinity House, en 1832. Sa lumière a été utilisée en conjonction avec la lumière haute du phare de Burnham-on-Sea High, qui est maintenant désaffecté, et qui avait remplacé le premier phare de Round Tower, qui a lui-même été construit pour remplacer la lumière du phare de l'église St Andrew pour guider les bateaux de pêche dans le port.
Il se trouve sur neuf piles en bois, certaines avec des armatures en métal plaqué. La structure est blanchie à la chaux avec une bande rouge verticale sur le côté de la mer pour servir de signal de jour.
Cette lumière ont été inactive entre 1969 et 1996, puis rétablie à l'extinction du feu du phare de Burnham High. Son plan focal est de 7 m au-dessus du niveau de la mer et émet un flash blanc toutes les 7,5 secondes. En plus, un feu directionnel (blanc, rouge ou vert selon la direction) émet à un plan focal de 4 m.
Identifiant : ARLHS : ENG-019 - Admiralty : A5570 - NGA : 6172 .
|                                   |
| Phare de Burnham Low sur la plage |

|             |
| Burnham Low |

## Crédits
- (en) Cet article est partiellement ou en totalité issu de l’article de Wikipédia en anglais intitulé « Burnham-on-Sea High Lighthouse » (voir la liste des auteurs).

### Lien connexe
- Liste des phares en Angleterre